# Deltocephalus fuscinervosus
Deltocephalus fuscinervosus är en insektsart som beskrevs av Van Duzee 1894. Deltocephalus fuscinervosus ingår i släktet Deltocephalus och familjen dvärgstritar. Inga underarter finns listade i Catalogue of Life.